# Charmion (Artistin)
Charmion (alias Laverie Vallee; geborene Cooper; * 18. Juli 1875 in Sacramento; † 6. Februar 1949 in Orange) war eine amerikanische Luftakrobatin.

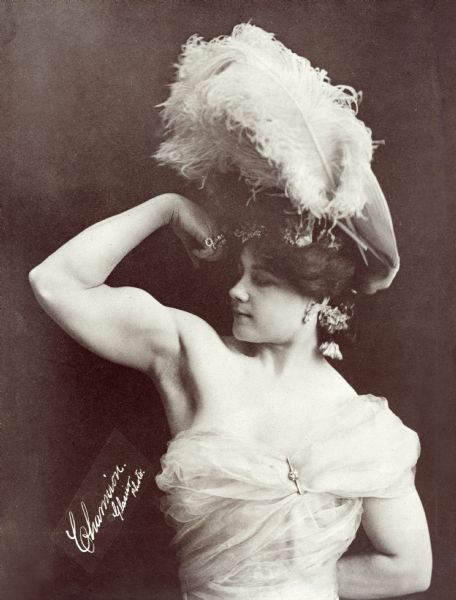
Signierte Fotografie von Charmion (1897)

## Trapez-Entkleidungsakt
Charmion wurde berühmt durch ihren Trapez-Entkleidungsakt. In dieser Nummer trug die Artistin zu Beginn traditionelle viktorianische Kleidung. Die mehrschichtige Kleidung erweist sich als sichtlich unpraktisch, um am Trapez virtuose Kunststücke zu vollbringen. Dies galt auch als sinnbildlich für die Einschränkung der Frau im viktorianischen Zeitalter, wobei der Rock symbolisch für eine beschränkte Bewegungsfreiheit der Frau stand.
Im weiteren Verlauf der Nummer entledigt sich Charmion spektakulär aller Kleidung, bis auf einen zuunterst getragenen Gymnastikanzug. Nach dem Ablegen des klassischen Kleides folgten dann weitere Nummern am Trapez.
Damit nahmen Charmion und andere Luftakrobatinnen dieser Zeit eine Vorreiterrolle ein. Sie zeigten einerseits, dass auch Frauen sich körperlich anstrengend betätigen können und andererseits, dass auch sie bequeme Bekleidung tragen konnten. Im Zirkus waren zu dieser Zeit also Frauenkörper zu sehen, welche sehr viel knapper und körperbetonter bekleidet waren, als dies die gesellschaftlichen Konventionen sonst vorschrieben. Dies löste einerseits Faszination aus und bediente einen männlichen Blick auf weiblich gelesene Körper, andererseits wurde es von bürgerlich-konservativer Seite kritisiert. Im Gegensatz dazu waren knapp bekleidete männliche Körper anscheinend unproblematisch.

## Privatleben
Charmion war mit William M. Vallee verheiratet.